# طوني إيكستاين
طوني إيكستاين هو سياسي أمريكي، ولد في 29 مايو 1923 في نيو أولم في الولايات المتحدة، وتوفي في 13 أبريل 2009 في سليبي أي في الولايات المتحدة. نشط حزبياً في الحزب الديمقراطي. وقد انتخب عضو مجلس نواب مينيسوتا ‏.